# Der Krieg (série de gravures)
Pour les articles homonymes, voir Krieg (homonymie) et La Guerre.
Ne doit pas être confondu avec La Guerre (triptyque).
Der Krieg (La Guerre) est une série de cinquante estampes de l'artiste allemand Otto Dix. Regroupées en cinq portfolios de dix estampes, elles sont publiées à Berlin en 1924 par Karl Nierendorf en 70 exemplaires. Ce travail relève de la Nouvelle Objectivité, un prolongement du mouvement expressionniste.

## Liminaire
Le portfolio est en relation avec le traumatisme qu'a vécu l'artiste alors qu'il était engagé dans l'armée allemande lors de la Première Guerre mondiale. Pour la réalisation de cette série, Dix est principalement influencé par la série Les Désastres de la guerre et le tableau Tres de mayo de Goya, mais aussi Les misères de la guerre de Jacques Callot.

## Historique
Après avoir été libéré de ses obligations militaires, Otto Dix retourne à Dresde, ville où il suivait les cours avant la guerre, à l'École des arts appliqués. Il reprend ses études artistiques, mais le thème de la guerre se glisse bientôt dans son travail. Dix est continuellement hanté par la brutalité de la guerre et les scènes vécues et observées. Otto Dix va voir les œuvres de Urs Graf, de Jacques Callot (Les Grandes Misères de la guerre) et surtout admire à Bâle une des séries de l'œuvre emblématique de Francisco de Goya, Les Désastres de la guerre, une série de 82 planches ayant pour sujet la période troublée qui a suivi l'invasion de l'Espagne par les troupes napoléoniennes. Inspiré par cette dernière œuvre décrivant l'atrocité du conflit avec des scènes d'exécutions et de famine, il tente de capter et de rendre les paysages et les champs désolés de Flandre et de la Somme, sculptés de tranchées et jonchés de cadavres. Dix souligne également la disproportion de charge entre les soldats de différentes armes. Les fantassins sont mutilés, blessés, souffrent, deviennent fous et meurent alors que les marins font la bringue avec des prostituées. Au fil de ses cinquante planches d'une beauté tragique, Otto Dix décrit sans complaisances cadavres décharnés et en décomposition, squelettes grimaçants ou semblant sourire, corps crucifiés ou empalés sur des barbelés, blessés aux yeux exorbités et chairs ouvertes et autres soldats en train de mourir, le tout formant une hallucinante danse macabre réalisée sur base de ses quelque 600 croquis pris sur le vif et envoyés par Dix à une connaissance en Allemagne depuis le théâtre des champs de bataille.
En 1921, Otto Dix rencontre Karl Nierendorf, un marchand d'art berlinois des plus influents qui publiera en 1924 le couronnement de l'œuvre de Dix, la farde de cinquante gravures en cinq portefeuilles qu'il intitule Der Krieg (La Guerre). L'artiste titre, situe et décrit chaque gravure et ordonne la séquence des gravures en ne tenant pas compte de l'ordre chronologique, ni temporelle, ni de la réalisation des planches. La série confronte l'inhibition de masse envers le traumatisme à la mémoire limitée sur cette guerre et est un anathème sur le mythe de la guerre comme étant une cause glorieuse. Il n'y avait pas de « coup de poignard dans le dos », seulement « la boue, les mutilations, la mort et la futilité ».

« Ces gravures explorent les thèmes macabres d'une abominable chronique quotidienne. Les thèmes des destructions, déformations et mutilations du corps humain émergent d'un clair-obscur ambiant dans une vision apocalyptique. Une grande partie de ces scènes où se reflète le désespoir objectif de la mort sont situées dans la Somme ou en Picardie, où Otto Dix a combattu. »

Otto Dix faisant partie des centaines d'artistes stigmatisés par les Nazis comme producteurs d'un « art dégénéré », ceux-ci ont fait disparaître la presque totalité des 70 exemplaires édités.
En plus de leur grande richesse artistique, Der Krieg et Les Désastres de la guerre sont unanimement considérés comme étant les témoignages les plus convaincants sur et contre la guerre.
Le cycle d'Otto Dix s'inscrit à la suite d'autres cycles gravés par des artistes allemands en lien avec la Première Guerre mondiale, tels ceux de : Otto Schubert, Leiden der Pferde im Krieg (Souffrances des chevaux pendant la guerre), 1917 ; Adolf Uzarski, Der Totentanz (La Danse macabre), 1916-1917 ; Max Pechstein, Somme 1916, 1918 ; Käthe Kollwitz, Der Krieg (La Guerre), 1918-1922 ; Max Beckmann, Die Hölle (L’Enfer), 1919.

## Technique de gravure
Otto Dix s'est inspiré de la technique de gravure de Goya qui associait l'eau-forte et l'aquatinte.

## Édition et diffusion
L'œuvre a été éditée par le galeriste berlinois Karl Nierendorf et imprimée chez Otto Felsing à Berlin. Les eaux-fortes mesurent approximativement 22 × 23 cm et les feuilles, de couleur crème, également approximativement, 39,8 × 42,1 cm.
En collaboration avec l'organisation pacifiste Nie wieder Krieg (de), le galeriste a fait circuler un portfolio dans toute l'Allemagne, bien que Dix lui-même ait douté que ses tirages puissent avoir une incidence sur les guerres futures. Malgré la publicité intensive, Nierendorf n'a vendu qu'un seul portfolio complet sur les soixante-dix édités.

## Liste des estampes
(Œuvres référencées dans le catalogue raisonné de Florian Karsch K. 70-K. 119)
Portfolio I
1. Soldats entre les lignes (Soldatengrab zwischen den Linien), eau-forte, aquatinte, 19,3 × 28,9 cm
2. Soldats ensevelis (Janvier 1916, Champagne) (Verschüttete (Januar 1916, Champagne)), aquatinte, 14 × 19,7 cm
3. Morts gazés (Templeux-La-Fosse, Somme, août 1916) (Gastote (Templeux-La-Fosse, August 1916)), eau-forte, aquatinte, pointe-sèche, 19,4 × 28,9 cm
4. Champ de trous d'obus près de Dontrien, Champagne, éclairés par des fusées (Trichterfeld bei Dontrien, von Leuchtkugeln erhellt), eau-forte, 19,5 × 26 cm
5. Cadavre de cheval (Pferdekadaver), aquatinte, pointe-sèche, 14,5 × 197 cm
6. Un Blessé (automne 1916, Bapaume), Pas-de-Calais (Verwundeter (Herbst 1916, Bapaume)), eau-forte, aquatinte, 19,7 × 29 cm
7. Près de Langemarck, Flandre, Belgique, (février 1918) (Bei Langemark (Februar 1918)), aquatinte, pointe-sèche, 24,7 × 29,3 cm
8. Poste de rassemblement (campagne d'automne en Champagne) (Relaisposten (Herbstschlacht in der Champagne)), aquatinte, pointe-sèche, 14,8 × 19,8 cm
9. Tranchée de combat s'écroulant (Zerfallender Kampfgraben), eau-forte, aquatinte, pointe-sèche, 30 × 24 cm
10. Blessé en fuite (Bataille de la Somme, 1916) (Fliehender Verwundeter (Sommeschlacht 1916)), aquatinte, pointe-sèche, 19,7 × 14 cm

Portfolio II
1. Position abandonnée près de Neuville, Nord (Verlassene Stellung bei Neuville), eau-forte, pointe-sèche, 19,7 × 14,6 cm
2. Bataillon d'assaut à l'attaque sous les gaz (Sturmtruppe geht unter Gas vor), eau-forte, aquatinte, pointe-sèche, 19,6 × 29,1 cm
3. Repas dans la sape (Hauts de Lorette, Pas-de-Calais) (Mahlzeit in der Sappe (Lorettohöhe)), eau-forte, aquatinte, 19,6 × 29 cm
4. Compagnie au repos  (Ruhende Kompanie), eau-forte, aquatinte, 26 × 19,8 cm
5. Position abandonnée près de Vis-en-Artois) (Verlassene Stellung bei Vis-en-Artois), eau-forte, pointe-sèche, 19,6 × 26 cm
6. Cadavre dans les barbelés (Flandre, Belgique) (Leiche im Drahtverhau (Flandern)), eau-forte, aquatinte, 30 × 24,3 cm
7. Fusée éclairant la ferme de Monacu, près de Péronne, Somme (Leuchtkugel erhellt die Monacu), eau-forte,  14,8 × 19,8 cm
8. Mort dans la sape (Toter Sappenposten), eau-forte, pointe-sèche, 19,8 × 14,7 cm
9. Danse macabre, anno 1917 (Mort-Homme) (Totentanz anno 1917 (Höhe Toter Mann)), eau-forte, aquatinte, pointe-sèche, 24,6 × 30 cm
10. La deuxième compagnie est relevée cette nuit (Die II. Kompanie wird heute nacht abgelöst), eau-forte, aquatinte, 19,8 × 25,8 cm

Portfolio III
1. Retour de la troupe épuisée (bataille de la Somme (Abgekampfte Truppe geht zuruck (Sommeschlacht)), eau-forte, 19,8 × 28,9 cm
2. Rencontre nocturne avec un fou (Nachtliche Begegnung mit einem Irrsinnigen), eau-forte, aquatinte, pointe-sèche, 30 × 24,6 cm
3. Un mort dans la boue (Toter im Schlamm), eau-forte, aquatinte, 19,5 × 25,8 cm
4. Trous d'obus avec fleurs (Printemps 1916) (Granattrichter mit Blumen (Fruhling 1916)), aquatinte, pointe-sèche, 14,8 × 19,8 cm
5. Les ruines de Langemarck (Die Trummer von Langemarck), eau-forte, aquatinte, 20 × 24,6 cm
6. Soldat mourant (Sterbender Soldat), eau-forte, aquatinte, pointe-sèche, 19,8 × 14,8 cm
7. Le soir dans la plaine de Wijtschaete (Abend in der Wijtschaete-Ebene), eau-forte, aquatinte, 24,6 × 30 cm
8. Vu sur les pentes de Cléry-sur-Somme (Gesehen am Steilhang von Clery-sur-Somme), eau-forte, aquatinte, pointe-sèche, 26 × 19,6 cm
9. Ce que j'ai trouvé en creusant une sape (Auberive) (Gefunden beim Grabendurchstich - Auberive), eau-forte, aquatinte, 19,5 × 29 cm
10. Réseau de barbelés devant la tranchée de combat (Drahtverhau vor dem Kampfgraben), aquatinte, pointe-sèche,  26 × 19,5 cm

Portfolio IV
1. Crâne (Schädel), eau-forte, 25,7 × 19,5 cm
2. Matelots à Anvers (Matrosen in Antwerpen), eau-forte, aquatinte, pointe-sèche, 28,8 × 19,8 cm
3. Lens sous les bombes (Lens wird mit Bomben belegt), eau-forte, pointe-sèche, 29,8 × 24,6 cm
4. Soldat du front à Bruxelles (Frontsoldat in Brüssel), eau-forte, aquatinte, pointe-sèche, 28,8 × 19,8 cm
5. La folle de Sainte-Marie-à-Py (Die Irrsinnige von Sainte-Marie-à-Py), eau-forte, pointe-sèche, deux états, 28,8 × 19,8 cm
6. Visite à Madame Germaine à Méricourt (Besuch bei Madame Germaine in Méricourt), eau-forte, aquatinte, pointe-sèche, 26,1 × 19,8 cm
7. Cantine à Haplincourt (Kantine in Haplincourt), eau-forte, aquatinte, pointe-sèche, 14,9 × 20,1 cm
8. Criblé de balles (Zerschossene), eau-forte, aquatinte, pointe-sèche, 14,9 × 20,1 cm
9. Maison détruite par les bombardements (Tournai) (Durch Fliegerbomben zerstörtes Haus Tournai), eau-forte, aquatinte, pointe-sèche, deux états, 29,8 × 24,4 cm
10. Transplantation (Transplantation), eau-forte, aquatinte, pointe-sèche, quatre états, 19,9 × 14,9 cm

Portfolio V
1. Section de mitrailleuses à l'assaut (Somme, novembre 1916) (Maschinengewehrzug geht vor (Somme, November 1916)), eau-forte, aquatinte, 24,5 × 30 cm
2. Mort (Saint-Clément) (Toter (St. Clément)), eau-forte, aquatinte, quatre états, 29,9 × 25,9 cm
3. On va manger à Pilkem (Essenholer bei Pilkem), eau-forte, aquatinte, 24,5 × 29,8 cm
4. Un commando attaque un poste de tranchée (Überfall einer Schleichpatrouille), eau-forte, aquatinte, 20 × 15 cm
5. Cagna (Unterstand), eau-forte, aquatinte, pointe-sèche, 19,8 × 29 cm
6. Les endormis du Fort de Vaux (gazés) (Die Schlafenden von Fort Vaux (Gas-Tote)), eau-forte, aquatinte, pointe-sèche, 24,8 × 29,8 cm
7. Transport d'un blessé à Houthulster Wald (Verwundetentransport im Houthulster Wald), eau-forte, aquatinte, pointe-sèche, 19,8 × 25,4 cm
8. Les postes de sape doivent entretenir le feu la nuit (Die Sappenposten haben nachts das Feuer zu unterhalten), eau-forte, aquatinte, pointe-sèche, deux états, 24,7 × 30 cm
9. L'appel de ceux qui sont revenus (Appell der Zurückgekehrten), eau-forte, aquatinte, pointe-sèche, 19,8 × 28,8 cm
10. Morts devant la position de Tahure (Tote vor der Stellung bei Tahure), eau-forte, aquatinte, pointe-sèche, 19,7 × 25,8 cm

## Conservation et expositions
- L'intégralité de la série est présentée à l'Historial de la Grande Guerre[1] à Péronne (Somme) qui possède l'un des rares coffrets complets subsistants.
- Une autre farde est conservée à Hambourg, au cabinet des estampes (Kupferstichkabinett) de la Kunsthalle.
- En 2013, un portefeuille appartenant à des collectionneurs privés anversois (Ronny et Jessy Van de Velde) est exposé à la Maison de la culture de Namur. Conjointement, l'œuvre de George Grosz est présentée au musée Félicien Rops dans cette même ville (du 21 septembre 2013 au 5 janvier 2014).
- Le MoMA à New York possède un portfolio qui a été offert par la socialite et philanthrope américaine Abby Aldrich Rockefeller[5].

## Œuvre homonyme
À la suite de cet ensemble, Otto Dix réalise entre 1929 et 1932 un triptyque qui porte également le même titre original allemand (Der Krieg). Cette œuvre est exposée à la Galerie Neue Meister à Dresde.